# هارولد بواس
هارولد بواس (بالإنجليزية: Harold Boas) هو مخطط حضري ومهندس معماري أسترالي، ولد في 27 سبتمبر 1883 في أديلايد في أستراليا، وتوفي في 17 سبتمبر 1980 في سوبياكو ‏ في أستراليا.